# Trnovac (Novi Travnik, BiH)
Trnovac je naseljeno mjesto u općini Novi Travnik, Federacija Bosne i Hercegovine, BiH.
Nalazi se oko 10 kilometara južno od Novog Travnika.

## Stanovništvo

### 1991.
Nacionalni sastav stanovništva 1991. godine, bio je sljedeći:
ukupno: 92
- Srbi - 92 (100%)

Trnovac je, po popisu iz 1991., jedino srpsko naseljeno mjesto u općini Novi Travnik.

### 2013.
Na popisu stanovništva 2013. godine bilo je bez stanovnika.

## Vanjske poveznice
- Satelitska snimka  Arhivirana inačica izvorne stranice od 9. ožujka 2021. (Wayback Machine)